# Пикуловичівська сільська рада
Пикуловичівська сільська рада — орган місцевого самоврядування у Пустомитівському районі Львівської області з адміністративним центром у с. Пикуловичі.

## Загальні відомості
Історична дата утворення: в 1940 році.
Територією сільради протікає річка Полтва.

## Населені пункти
Сільській раді підпорядковані населені пункти:
- с. Пикуловичі

## Склад ради
- Сільський голова: Марцінків Володимир Ярославович
- Секретар сільської ради:
- Бухгалтер сільської ради:
- Загальний склад ради: 20 депутатів

### Керівний склад ради
| ПІБ                                  | Основні відомості                                                           | Дата обрання | Дата звільнення |
| ------------------------------------ | --------------------------------------------------------------------------- | ------------ | --------------- |
| Марцінківський Володимир Ярославович | Сільський голова, 1960 року народження, освіта, член Народного Руху України | 26.03.2006   | 31.10.2010      |
| Марцінків Володимир Ярославович      | Сільський голова, 1960 року народження, освіта вища                         | 31.10.2010   |                 |

Примітка: таблиця складена за даними джерела

### Депутати
Результати місцевих виборів 2010 року за даними ЦВК
| № зп | № округу | Прізвище, ім'я, по батькові      | Дата визнання обраним | Відомості про обраного депутата |
| 1    | 1        | Штойко Ольга Платонівна          | 02.11.2010            | Освіта вища, член Політичної партії «Наша Україна», Пікуловицька загальноосвітня школа, директор                                   |
| ---- | -------- | -------------------------------- | --------------------- | --- |
| 2    | 2        | Шевчик Петро Степанович          | 02.11.2010            | Освіта вища, член Всеукраїнського об'єднання «Батьківщина», приватний підприємець                                                  |
| 3    | 3        | Максим'як Василь Степанович      | 02.11.2010            | Освіта середня спеціальна, член Політичної партії «За Україну!», приватний підприємець, директор фірми ГРВП «Настя»                |
| 4    | 4        | Лозінський Володимир Михайлович  | 02.11.2010            | Освіта вища, член Політичної партії «Наша Україна», АЕБ «Ефорт», охоронець                                                         |
| 5    | 5        | Місько Юрій Богданович           | 02.11.2010            | Освіта середня спеціальна, позапартійний, стоматологічна поліклініка м. Львів, зубний технік                                       |
| 6    | 6        | Бритковський Василь Михайлович   | 02.11.2010            | Освіта вища, член Політичної партії «Наша Україна», Національний університет «Львівська політехніка», асистент кафедри ЕРАТ        |
| 7    | 7        | Шевчик Тарас Степанович          | 02.11.2010            | Освіта вища, член Всеукраїнського об'єднання «Батьківщина», приватний підприємець                                                  |
| 8    | 8        | Ходор Ігор Ярославович           | 02.11.2010            | Освіта вища, позапартійний, ПП «Ходорік»                                                                                           |
| 9    | 9        | Матківський Роман Миколайович    | 02.11.2010            | Освіта вища, член Всеукраїнського об'єднання «Батьківщина», Борщовицька загальноосвітня школа І-ІІІ ст., заступник директора школи |
| 10   | 10       | Волоцюга Микола Ярославович      | 02.11.2010            | Освіта середня спеціальна, позапартійний, тимчасово не працює                                                                      |
| 11   | 11       | Барабаш Роман Богданович         | 02.11.2010            | Освіта вища, член Всеукраїнського об'єднання «Батьківщина», КРУ у Львів. обл., контролер-ревізор                                   |
| 12   | 12       | Каленовська Мирослава Стефанівна | 02.11.2010            | Освіта середня спеціальна, позапартійна, ГРВП «Настя», продавець                                                                   |
| 13   | 13       | Бурка Роман Васильович           | 02.11.2010            | Освіта середня спеціальна, член Політичної партії «За Україну!», ЗАТ «Ензим»                                                       |
| 14   | 14       | Тарас Ігор Михайлович            | 02.11.2010            | Освіта середня спеціальна, позапартійний, тимчасово не працює                                                                      |
| 15   | 15       | Барабаш Ганна Василівна          | 02.11.2010            | Освіта середня спеціальна, член Всеукраїнського об'єднання «Батьківщина», Народний дім с. Пикуловичі, директор                     |
| 16   | 16       | Дзюбінський Василь Іванович      | 02.11.2010            | Освіта середня, позапартійний, приватний підприємець                                                                               |
| 17   | 17       | Лепецька Ганна Йосипівна         | 27.12.2010            | Освіта вища, позапартійна, пенсіонер                                                                                               |
| 18   | 18       | Світлик Марія Федорівна          | 02.11.2010            | Освіта вища, позапартійна, ТзОВ «Імперія вікон», головний бухгалтер                                                                |
| 19   | 19       | Дида Мирослав Григорович         | 02.11.2010            | Освіта середня, позапартійний, АнкомТранс с. Кам'янопіль                                                                           |
| 20   | 20       | Марцінків Ярослав Петрович       | 02.11.2010            | Освіта середня спеціальна, позапартійний, ЗАТ «Ензим»                                                                              |